# Alexander James Lamb Purves
Alexander James Lamb Purves, britanski general, * 28. april 1898, † 22. marec 1964.